# 聖托馬斯米德艾蘭區
聖托馬斯米德艾蘭區是聖基茨和尼維斯的14個區之一，位於聖基茨島西部，北鄰聖安娜沙角區，東毗聖約翰卡皮斯特萊區和基督教會尼古拉鎮區，南接特立尼提帕美托角區，西臨加勒比海，首府設於米德艾蘭，面積25平方公里，2001年人口2,332，人口密度每平方公里94.49人。